# Dave Audé
Dave Audé é um DJ, remixer e produtor norte americano. Produziu músicas para artistas como: Ashley Tisdale, Cher, Lady GaGa, t.A.T.u., Lunascape, Madonna, DJ Keoki, Barenaked Ladies, Faith No More, Nicole Scherzinger, Beyoncé, Rihanna,Selena Gomez,Wanessa, RuPaul entre outros.

## Discografia

### Singles
- 1995 "So In Love" (in group Elli Mac)
- 1996 "Celebrate" (in group Elli Mac)
- 1996 "Stop/Go" (as D'Still'D)
- 1996 "Free/Lunatix" (in group Disfunktional)
- 1997 "L-O-V-E" (in group Disfunktional)
- 1999 "That Zipper Track" (as Needle Damage)
- 1999 "Push That Thing"
- 1999 "Another Day" (as Jada)
- 2000 "I Can't Wait"
- 2000 "Drowning" (as Cleveland Lounge)
- 2000 "Rush Hour"
- 2002 "I Don't Want Nobody" (as Jada)
- 2003 "The Zone" (as Extension 119)
- 2006 "Common Ground" (with Tall Paul)
- 2007 "Make It Last" (with Jessica Sutta)
- 2008 "Grass Is Greener"
- 2009 "Lie to Ourselves" (with Christopher Lawrence and Jen Lasher)
- 2010 "Figure It Out" (with Luciana Caporaso aka "Isha Coco")
- 2010 "Dancin' Circles" (with David Garcia and Sisely Treasure)
- 2011 "Don't Hold Your Breath" (With Nicole Scherzinger)

### Remixes
- 1996 DJ Keoki - "Caterpillar"
- 1996 Elli Mac - "Celebrate" (Dave Aude Mad Mix)
- 1996 E.K.O. (Electrical Knock Out) - "De La Casa" (as D'Still'D)
- 1996 Progression - "If You Believe" (in group Disfunktional)
- 1996 Kellee - "My Love '96" (as D'Still'D)
- 1996 Eden Feat. Callaghan - "Lift Me" (Dave Aude Mad Mix)
- 1996 Gypsy Queens - "Paradise" (as D'Still'D)
- 1996 Future Breeze - "Why Don't You Dance With Me" (as D'Still'D)
- 1997 Mighty Dub Katz - "It's Just Another Groove (I Think That We Should Get Back Together)" (in group Disfunktional)
- 1997 Discfunktional - "L-O-V-E"
- 1997 Tenth Chapter - "Prologue"
- 1997 Tall Paul - "Rock Da House" (as D'Still'D)
- 1997 Temple Ft. Allen Hidalgo - "The Message"
- 1997 Deni Hines - "I Like The Way"
- 1998 Orgy - "Blue Monday"
- 1998 Mystic 3 - "Something's Goin' On"
- 1999 Radical Playaz - "The Hook"
- 1999 E.K.O. - "Keep It Shining"
- 1999 Freshmäka - "I Am The Freshmäka"
- 1999 Pat Hodges - "Rushin' To Meet You"
- 1999 Shawn Christopher - "Sweet Freedom"
- 1999 Baby Blue - "Too Loud"
- 2000 Snake River Conspiracy - "Breed"
- 2000 Cleveland Lounge - "Drowning"
- 2000 Tall Paul - "Freebase"
- 2000 Freshmaka - "La La La"
- 2000 CeCe Peniston - "Lifetime to Love"
- 2000 Yomanda - "On The Level"
- 2000 Everlasting Throbbing Poppers - "Pulsing"
- 2000 Mystic 3 - "Something's Goin' On"
- 2000 Vimana - "We Came"
- 2000 Madonna - "Don't Tell Me"
- 2000 Madonna - "Music"
- 2001 LeAnn Rimes - "I Need You"
- 2001 Ferry Corsten - "Punk" (in group Rich Kidz)
- 2001 Tall Paul - "It's Alright"
- 2001 DJ Keoki - "Relax"
- 2002 Cirrus - "Boomerang" (in group Rich Kidz)
- 2002 t.A.T.u. - "All the Things She Said" (as Extension 119)
- 2003 t.A.T.u. - "Not Gonna Get Us"
- 2003 t.A.T.u. - "30 Minutes" (as Extension 119)
- 2002 DJ Keoki - "Jealousy"
- 2003 Baha Men - "Handle It"
- 2003 Enrique Iglesias feat.Kelis - "Not in Love"
- 2003 Sting - "Send Your Love"
- 2003 Extension 119 - "The Zone"
- 2003 No Doubt - "It's my life"
- 2003 Becky Baeling - "Getaway" (as Extension 119)
- 2003 Annie Lennox - "Wonderful"
- 2004 Argento - "Disco Geiger"
- 2004 Ono - "Everyman... Everywoman..."
- 2004 Cherie - "I'm Ready"
- 2004 Sugababes - "Hole In the Head (in group Dummies)"
- 2004 Gwen Stefani - "What you waiting for?"
- 2005 Britney Spears - "I'm A Slave 4 U" (for B In The Mix: The Remixes)
- 2005 Sting - "Stolen Car (Take Me Dancing)"
- 2005 t.A.T.u. - "All About Us"
- 2005 Gorillaz - "DARE"
- 2005 Pepper Mashay with Digital Trip - "Send Me An Angel"
- 2005 The Veronicas - "4ever" (as Claude le Gache)
- 2005 Alanis Morissette - "Crazy" (as Claude le Gache)
- 2005 Clear Static - "Make-Up Sex" (as Claude le Gache)
- 2005 The Pussycat Dolls - "Don't Cha"
- 2005 Lindsay Lohan - "Confessions of a Broken Heart (Daughter to Father)"
- 2005 New Order - "Krafty"
- 2005 Ringside - "Tired Of Being Sorry" (in group Dummies)
- 2005 Lunascape - "Mindstalking"
- 2006 Jamie Kennedy & Stu Stone - "Circle Circle Dot Dot"
- 2006 Jupiter Rising - "Go!"
- 2006 Jessica Vale - "Disco Libido"
- 2006 MYNC Project & Danny Rampling - "Strobelight"
- 2006 Paris Hilton - "Turn It Up"
- 2006 Robin - "The DJ Made Me Do It"
- 2006 Korn - "Politics" (as Claude le Gache)
- 2006 Nemesis - "Number One In Heaven"
- 2006 Mobile - "Out of My Head" (as Claude le Gache)
- 2006 The Veronicas - "Everything I'm Not" (as Claude le Gache)
- 2007 Nicole Scherzinger Featuring Will.I.Am - "Baby Love"
- 2007 Nelly Furtado - "All Good Things (Come to an End)"
- 2007 Enrique Iglesias - "Do You Know? (The Ping Pong Song)"
- 2007 Kimberley Locke - "Band Of Gold"
- 2007 Valeria - "Girl I Told Ya"
- 2007 Suite 117 - "Smaller"
- 2007 Kelly Clarkson- "Never Again"
- 2007 Jacinta - "Can't Keep It A Secret"
- 2007 Hilary Duff - "With Love" (with Richard Vission)
- 2007 Enrique Iglesias - "Tired Of Being Sorry" (in group Dummies)
- 2008 Enrique Iglesias - "Away"
- 2008 Lady Gaga - "The Fame"
- 2008 Korn - "Evolution"
- 2008 Pussycat Dolls - "I Hate This Part"
- 2008 will.i.am - "One More Chance"
- 2008 Colette - "If"
- 2008 Ashlee Simpson - "Outta My Head (Ay Ya Ya)"
- 2008 Ashlee Simpson - "Little Miss Obsessive"
- 2008 Leana - "Feel Me"
- 2008 Lady Gaga - "Poker Face"
- 2008 Lady Gaga - "LoveGame"
- 2008 Sultan & Ned Sheppard ft. Kuba One - "Jeopardy"
- 2008 Beyoncé Knowles - "Single Ladies (Put a Ring on It)"
- 2008 The Pussycat Dolls - "When I Grow Up"
- 2008 Girlicious - "Baby Doll"
- 2008 Girlicious - "Like Me"
- 2008 Girlicious - "Stupid Sh**"
- 2008 Gina Star Feat. Deanna - Rock With Me
- 2009 Ashley Tisdale  - "It's Alright, It's OK"
- 2009 Backstreet Boys - "Straight Through My Heart"
- 2009 Beyoncé Knowles - "Halo"
- 2009 Bad Boy Bill - "Do What U Like (feat. Alyssa Palmer)"
- 2009 Carmen Reece - "Right Here"
- 2009 Chrisette Michele - "Epiphany"
- 2009 Dean Coleman Feat. DCLA - "I Want You"
- 2009 Cinema Bizarre - "Love Song (They Kill me)"
- 2009 Erika Jayne - "Give You Everything"
- 2009 Heidi Montag - "More is More"
- 2009 Sean Kingston - "Fire Burning"
- 2009 Jackson 5 - "Dancing Machine" (with DJ Havana Brown)
- 2009 Janet Jackson - "Make Me"
- 2009 Jonas Brothers - "Paranoid"
- 2009 Julien-K - "Kick The Bass"
- 2009 La Roux - "Bulletproof"
- 2009 Lady Gaga - "Paparazzi"
- 2009 Mary Mary - "God In Me"
- 2009 New Boyz - "You're a Jerk"
- 2009 Noisettes - "Don't Upset The Rhythm"
- 2009 Oceana - "Body Rock"
- 2009 Paradiso Girls - "Patron Tequila"
- 2009 Plumb - "Hang On"
- 2009 Pussycat Dolls - "Hush Hush"
- 2009 Rob Zombie - "What"
- 2009 U2 - "Magnificent"
- 2009 V Factory - "Love Struck"
- 2009 Yoko Ono - "I'm Not Getting Enough"
- 2009 Ysa Ferrer - "Last zoom"
- 2010 Erika Jayne - "Pretty Mess"
- 2010 Erika Jayne - "Sex Shooter"
- 2010 Lady Gaga - "Bad Romance"
- 2010 Selena Gomez & The Scene - "Naturally"
- 2010 Yoko Ono - "Give Me Something"
- 2010 Lara Fabian- Toutes les Femmes En Moi (English and French)
- 2010 Charice - "Pyramid"
- 2010 Sun - "Fancy Free"
- 2010 Black Gold - "Shine"
- 2010 Iyaz - "Solo"
- 2010 Mary J. Blige - "I Am"
- 2010 Kelis - "Acapella"
- 2010 Goldfrapp -"Alive"
- 2010 OneRepublic -"All The Right Moves"
- 2010 Lady Gaga - "Alejandro"
- 2010 Alexis Jordan - "Happiness"
- 2010 Taio Cruz feat. Kesha - Dirty Picture
- 2010 Kesha - "Your Love Is My Drug"
- 2010 Rihanna - "Rockstar 101"
- 2010 Carmen Reece - Raindrop
- 2010 Vinny Troia feat. Jaidene Veda - "Do For Love"
- 2010 Ecotek - Into The Night
- 2010 Zayra - V.I.P.
- 2010 Sarah McLachlan - "Loving You is Easy"
- 2010 Kaci Battaglia - '"Body Shots"
- 2010 Charice - I Love You
- 2010 Selena Gomez & The Scene - Round & Round
- 2010 Katy Perry - Teenage Dream
- 2010 Giulietta - Vertigo
- 2010 Ono - Wouldnit
- 2010 Paradiso Girls - Who's My Bitch
- 2010 Plumb - Beautiful History
- 2010 Beach Girls 5 - Scratch
- 2010 Isha Coco - "Figure It Out"
- 2010 Divine Brown - Sunglasses
- 2010 BT -  The Emergency
- 2010 Richard Vission & Static Revenger & Luciana - "I Like That"
- 2010 J786 - Rock Tonight
- 2010 Nicole Scherzinger - Poison
- 2010 Cher - You Haven't Seen The Last Of Me
- 2010 Black Eyed Peas - The Time (Dirty Bit)
- 2010 Erika Jayne - One Hot Pleasure
- 2010 Kesha - Animal
- 2010 Natasha Bedingfield - Strip Me
- 2010 Selena Gomez & The Scene - A Year Without Rain
- 2010 Nadine Coyle - Hands Up
- 2010 Edei - In My Bed
- 2011 Rihanna - S&M
- 2011 Katy Perry - E.T. (canção)
- 2011 LeAnn Rimes - Crazy Women
- 2011 Ono - Move On Fast
- 2011 Sultan & Ned Shepard f/ Nadia Ali - Move On Fast
- 2011 Erick Morillo & Eddie Thoneick f/ Shawnee Taylor - Live Your Life
- 2011 Jennifer Hudson - Where You At
- 2011 Wanessa - Stuck On Repeat
- 2011 Jennifer Lopez - I'm Into You
- 2011 Lady Gaga - Judas
- 2011 Selena Gomez & The Scene - Love You Like a Love Song
- 2011 Rihanna - You Da One
- 2012 Adam Lambert - Better Than I Know Myself
- 2012 Madonna - Girl Gone Wild
- 2012 Lena Katina - Never Forget